# 快速收发报
在业余无线电中，快速收发报（英語：high-speed telegraphy，简称：HST）是无线电运动的一种形式，其挑战业余无线电操作员能否快速且准确地接收和发送信号。该活动在东欧较为活跃。国际业余无线电联盟赞助了大部分的快速收发报国际比赛。

## 发展历史

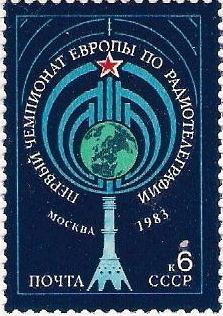
第一届欧洲无线电报锦标赛的邮票，该比赛于1983年在莫斯科举办

第一场国际快速收发报比赛是1983年在俄罗斯莫斯科举行的欧洲快速收发报锦标赛。此后又有两次欧洲快速收发报锦标赛举办；一个是1989年在德国汉诺威，另一个是1991年在比利时内尔佩尔特。第一届世界快速收发报锦标赛于1995年在匈牙利希欧福克举行，此后每奇数年举办一次世界锦标赛。此外，快速收发报也曾是中华人民共和国第一及第二届全国运动会项目。
大多数国际、国家和地方的快速收发报比赛都在前东欧集团国家举行，每届世界锦标赛都在欧洲举行。虽然许多参赛者都持有业余无线电操作员执照，但比赛并没有要求参赛者拥有业余无线电执照，而且许多人在没有业余无线电执照的情况下参加这项比赛。

## 比赛项目

2003年世界快速收发报锦标赛在白俄罗斯的明斯克举办

快速收发报比赛主要分为三个比赛项目。一个标准比赛是接收或发送五个字符的文本组。其中两项活动基于业余无线电活动的模拟，被称为业余无线电练习测试（英語：Radioamateur Practicing Tests，简称RPT）。业余无线电练习测试包括接收业余无线电呼号和应对“堆积”（即多个电台同时尝试向参赛者的比赛电台发起通联请求）比赛，参赛者必须区分在多个同时传输期间发送的呼号。然而参赛者并非需要参加每场比赛，有些参赛者只专注于其中某一项比赛项目。
在五个字符组比赛（英語：five character groups）中，随机字母和数字将以五个一组使用摩尔斯电码高速发送给参赛者。其中设有单独的只接收26个拉丁字母、只接收10个阿拉伯数字或字母、数字和一些标点符号的混合内容的比赛。参赛者可以选择在纸上手写或在电脑键盘上打字。比赛将以举办方规定的每分钟发送初始速度的传输开始（通常是青少年组以每分钟50个字母开始，其他年龄组以每分钟80个字母开始）。每场比赛后，裁判将对参赛者的所接收到的内容进行错误判断。随后的每一场比赛都以更快的速度进行，直到没有参赛者能够在没有过多错误的情况下接收文本。
除了接收比赛外，一些比赛还设有发送比赛，参赛者必须尽可能快地以五个为一组发送指定的摩尔斯电码，由一组裁判评判其发送的准确性。和接收比赛一样，也设有单独的发送五个字符组的比赛，只发送二十六个拉丁字母，只发送十个阿拉伯数字，或者是字母、数字和一些标点符号的混合内容。大多数发送比赛都会限制参赛设备类型。
业余无线电呼号接收测试使用一款名为RufzXP的软件程序为每个参赛者评分。 Rufz是德语单词的缩写，意思是“听呼号”。比赛中，参赛者将使用该程序收听以摩尔斯电码发送的业余无线电呼号，并且必须使用键盘输入该呼号。如果参赛者正确输入呼号，他们的分数就会提高，程序发送后续呼号的速度也会提高。如果参赛者输入的呼号不正确，则程序会扣除分数并且后续发送速度会降低。一般情况下，一场比赛中每一次只发送一个呼号，并且程序会发送固定数量的呼号（通常为50）。参赛者可以选择程序发送摩尔斯电码的初始速度，最终分数最高的参赛者获胜。
Pileup Trainer Test模拟业余无线电操作中的“堆积”情况，其中许多电台试图同时与一个特定电台建立双向联系。本项比赛使用了一个名为MorseRunner的软件程序。该软件将一次发送多个业余无线电呼号，每个呼号都以摩尔斯电码发送，并以不同的音频频率和速度生成，定时相互重叠。参赛者必须在固定时间内尽可能多地记录呼号。他们可以选择通过在纸上手写呼号或使用键盘输入呼号来完成此操作。呼号记录正确率最高的参赛者将获胜。

## 参赛类别
快速收发报比赛通常会根据年龄和性别将参赛者分为不同的类别。以下是用于欧洲和世界锦标赛的IARU规则中指定的参赛类别：
- 女性：16岁及以下组 (A)
- 男性：16岁及以下组 (B)
- 女性：17至21岁组 (C)
- 女性：17至21岁组 (D)
- 女性：无年龄限制组 (E)
- 男性：无年龄限制组 (F)
- 女性：40岁及以上组 (G)
- 男性：40至49岁组 (H)
- 男性：50岁及以上组 (I)

## 过去的IARU锦标赛
IARU世界锦标赛从1995年开始在每个奇数年举行。自2004年以来，IARU区域1锦标赛在每个偶数年举行一次。
- 2016年:：赫尔采格诺维，黑山[3]
- 2014年：巴尔，黑山[4]
- 2012年：貝阿滕貝格，瑞士[5]
- 2009年：奧布佐爾，保加利亚[6]
- 2008年：波代諾內，意大利[4]
- 2007年：贝尔格莱德，塞尔维亚共和国[4]
- 2006年：普里莫尔斯科，保加利亚[4]
- 2005年：奥赫里德，马其顿共和国[4]
- 2004年：尼什，塞尔维亚共和国[4]
- 2003年：明斯克，白俄罗斯[4]
- 2001年：康斯坦察，罗马尼亚[4]
- 1999年：波代诺内，意大利[4]
- 1997年：索菲亞，保加利亚[4]
- 1995年：希歐福克，匈牙利

## 第13届IARU世界快速收发报锦标赛
第13届IARU世界快速收发报锦标赛于2016年9月21日至25日在黑山赫尔采格诺维举行，共有来自全球21个国家的120多名选手参加了9大类8项测试的角逐。
| 排名 | 国家     | 分数   |
| ---- | -------- | ------ |
| 1    | 白俄羅斯 | 6397.9 |
| 2    | 俄羅斯   | 5515.5 |
| 3    | 羅馬尼亞 | 4777.6 |
| 4    | 匈牙利   | 3079.9 |
| 5    | 保加利亚 | 2340.7 |
| 6    | 美国     | 1708.4 |
| 7    | 瑞士     | 1564.2 |
| 8    | 德国     | 915.6  |
| 9    | 塞爾維亞 | 806.0  |
| 10   | 蒙古国   | 669.7  |

| 呼号   | 姓名         | 性别 | 国家     | 比赛       | 新记录 | 先前记录 |
| ------ | ------------ | ---- | -------- | ---------- | ------ | -------- |
| EW8NK  | 汉娜沙维兰卡 | 女   | 白俄羅斯 | 只接收数字 | 310    | 310      |
| EW8NK  | 汉娜沙维兰卡 | 女   | 白俄羅斯 | 混合接收   | 240    | 240      |
| RA4FVL | 安娜萨杜科娃 | 女   | 俄羅斯   | 混合接收   | 240    | 240      |

## IARU世界纪录
IARU区域1的工作小组维护着一份快速收发报世界纪录清单，其是在官方IARU快速收发报比赛中创下的。比赛的不同项目和类别之间的最高速度差异很大。字母组别的接收和发送限制在每分钟大约300个字符，这主要是由于高速接收或发送的生理上的限制，但使用RufzXP进行竞赛的组别最高速度是其两倍多。值得注意的是，IARU举办的快速收发报比赛中测量电报速度的系统已经更改。2004年以前使用的是PARIS标准，后来改为真实字符，先前的记录已相应地进行换算。

### 引注
1. ↑  . 搜狐体育.   [2020-05-17]. （原始内容存档于2011-08-19）.
2. 1 2 3 4 5  High Speed Telegraphy World Championships （页面存档备份，存于）. ARRL. Retrieved 11 August 2014.
3. ↑  13th World HST Championship （页面存档备份，存于） 21.-25. September 2016
4. 1 2 3 4 5 6 7 8 9 10  . Deutscher Amateur-Radio-Club e.   [2021-12-09]. （原始内容存档于2022-07-06） （德语）.
5. ↑  . （原始内容存档于2012-03-02）.
6. ↑  . 15 December 2008. （原始内容存档于2009-09-27）.
7. 1 2  .   [2023-03-11]. （原始内容存档于2016-10-28）.
8. ↑  .   [2023-03-11]. （原始内容存档于2017-06-30）.

### 书籍
- Battey, E.L. W1UE. "Flash! W9ERU Wins Code Speed Contest". QST.  Oct., 1936. p. 39.
- IARU Region I High Speed Telegraphy Working Group (2004). "Rules for High Speed Telegraphy Championships" （页面存档备份，存于）. Retrieved Dec. 6, 2005.
- Kolpe, Mathias DL4MM (2004).  "6th HST World Championships / Ohrid - Macedonia" （页面存档备份，存于）.  Retrieved Dec. 6, 2005.
- Kutner, Barry W2UP.  "High Speed Telegraphy Competition in Macedonia". QST.  2005.
- Lindquist, Rick N1RL.  "World Championship in High Speed Telegraphy Set."  QST. Apr. 1997, p. 75.
- Lindquist, Rick N1RL, ed.  "Guinness World Records recognizes high-speed telegraphy achievement" （页面存档备份，存于）.  ARRL Letter.  Vol. 23, No. 48.  Dec. 10, 2004.
- Novak, Adolf OK1AO (1997).  "HST" （页面存档备份，存于）. Retrieved Dec. 6, 2005.